# Pellegrino Strobel
Pellegrino Strobel (Milano, 22 agosto 1821 – Vignale, 8 giugno 1895) è stato un ornitologo, zoologo, naturalista, nonché politico italiano.
È considerato fra i capiscuola della malacologia italiana e, con Gaetano Chierici e Luigi Pigorini, il padre della paletnologia italiana.

## Biografia
Quarto degli otto figli del nobile tirolese Michael Ströbel, funzionario del governo asburgico del regno Lombardo-Veneto, nacque a Milano, in Palazzo Marino: nel 1857 si trasferì a Piacenza poi nel 1859 a Parma, dove il padre aveva ottenuto l'incarico di consigliere amministrativo della duchessa Maria Luigia.
Lo zio Leonard Liebener, noto naturalista, e Alexander von Humboldt, amico di famiglia, lo iniziarono sin dalla giovinezza allo studio delle scienze naturali. Frequentò il ginnasio a Merano e si laureò in Giurisprudenza a Innsbruck (1842) e poi non si laureò in Scienze naturali a Pavia, ma fu proclamato dottore in scienze naturali il 10 marzo 1872 mentre insegnava a Parma (da Giuseppe Pelosio 1994). Fu socio di numerose istituzioni scientifiche di rilevanza internazionale: nel 1857 venne nominato professore di storia naturale a Piacenza nelle scuole "facoltative", venne poi nominato il 6 dicembre 1859 professore di storia naturale presso l'Università degli Studi di Parma, dove poi fu anche docente di mineralogia, geologia e zoologia.
Nel 1864 venne chiamato a fondare la facoltà di Scienze naturali di Buenos Aires, partecipò a numerosi viaggi di esplorazione della Patagonia e nelle Ande, a proposito delle quali pubblicò numerosi studi di carattere antropologico ed etnologico e di cui avrebbe organizzato una delle più importanti collezioni di molluschi.
Tornò in Europa alla morte del padre e riprese a insegnare all'Università di Parma, di cui venne eletto rettore nel 1891. A lui si devono soprattutto notevoli studi sulla cultura dei terramare e sulle civiltà dell'età del bronzo d'Italia.
Morì per malattia cardiaca nel 1895 nella sua villa di Vignale, frazione di Traversetolo.
Daniele de Strobel, uno dei suoi due figli, fu un celebre pittore.

## Opere principali
- Studi su la Malacologia Ungherese, Fusi, Pavia 1850 online.
- Notizie malacostatiche sul Trentino, Fusi, Pavia 1851 online.
- Delle lumache ed ostriche dell'Agro Pavese, Bizzoni, Pavia 1855.
- Le terremare dell'Emilia, scritto con L. Pigorini e B. Gastaldi, Marzorati, Milano 1862.
- Avanzi preromani raccolti nelle terremare e palafitte dell'Emilia, 2 voll., Ferrari, Parma 1863-1864.
- Le terramare e le palalitte del Parmense, «Atti della Società Italiana di Scienze Naturali», vol. 7, 1864.
- Viaggi nell'Argentinia meridionale effettuati negli anni 1865-1867: Le Ande. Dal passo del Planchon presso la frontiera indiana australe sino alla Sierra de Mendoza, Loescher, Firenze 1868.
- Relazione della gita da San Rafael a San Carlos nella provincia di Mendoza, eseguita nel febrajo del 1866, II e III fascc., Rossi-Ubaldi, Parma 1868-1869.
- Le valve degli Unio nelle mariere dell'Emilia e nei paraderos della Patagonia, Pellas, Firenze 1872.
- I pozzi sepolcrali di San Polo d'Enza, Tip. Operai tipografi, Parma 1875
- Le razze del cane nelle terremare dell'Emilia, Tip. degli Artigianelli, Regio Emilia 1880
- Studio comparativo sul teschio del porco delle mariere, Tip. Bernardoni, Milano 1882.
- Gaetano Chierici e la paletnologia italiana, scritto con L. Pigorini e N. Campanini, Tip. degli Artigianelli, Reggio Emilia 1888.